# Mosillus beckeri
Mosillus beckeri är en tvåvingeart som först beskrevs av Cresson 1925.  Mosillus beckeri ingår i släktet Mosillus och familjen vattenflugor. Inga underarter finns listade i Catalogue of Life.